# Nigrosina

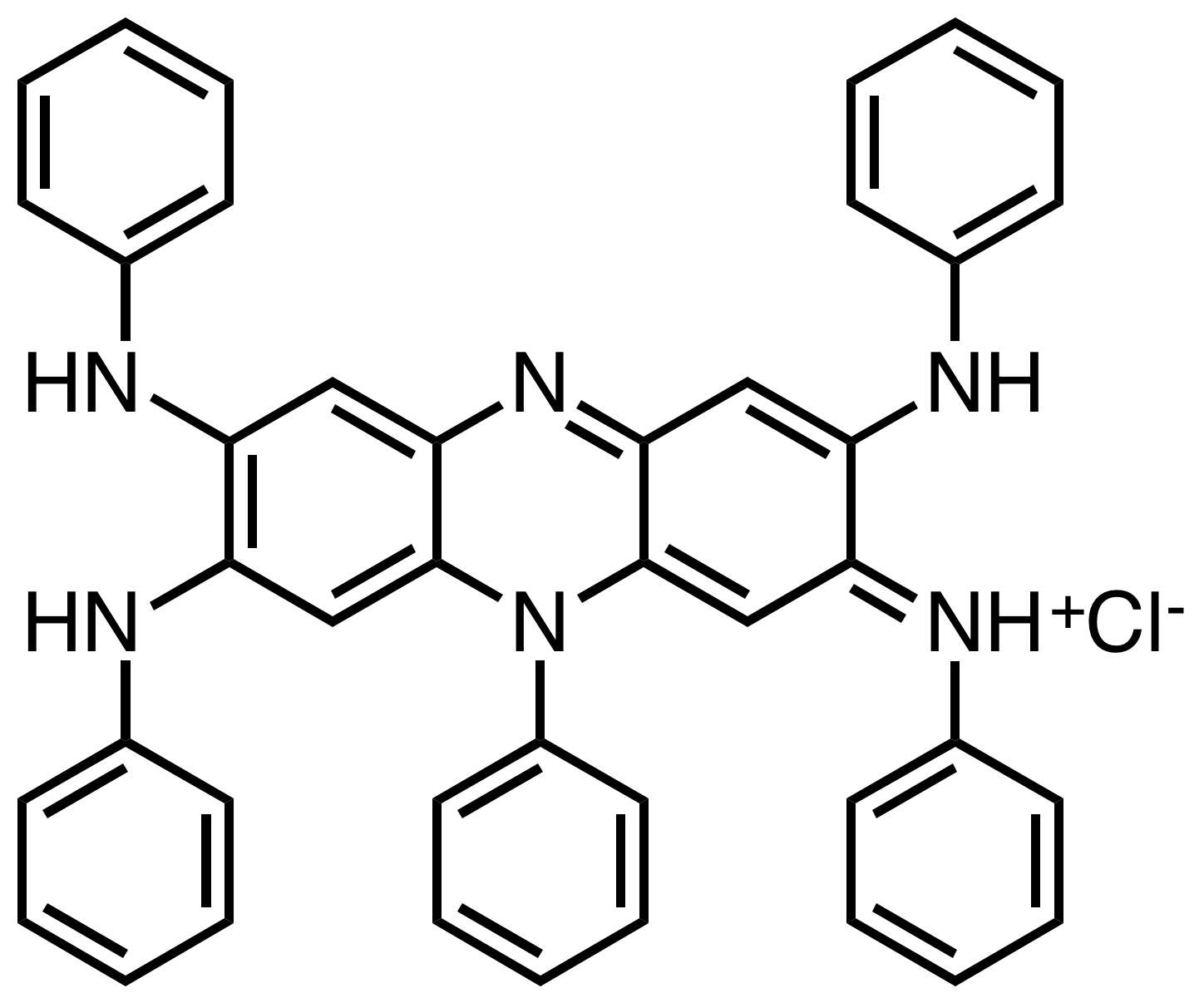
Estructura de uno de los componentes principales de la nigrosina.

La nigrosina es una mezcla de tinturas sintéticas de color negro, producida calentando una mezcla de nitrobencina, anilina e hidroclorito de anilina, en presencia de un catalizador de hierro o de cobre. Su principal uso industrial es como colorante para lacas y barnices en tintas para marcadores. La sulfonación de la nigrosina produce una tintura aniónica soluble en agua, llamada nigrosina WS.
En biología, la nigrosina se usa para la tintura negativa de bacterias,  así como del hongo encapsulado Cryptococcus neoformans. Las formas y los tamaños de los organismos son mostradas como contornos sin color contra un campo oscuro. Una ventaja de usar este método, por contraposición a la tintura positiva (más común), es que no se necesita la fijación previa a través de alcohol o calor, así que los organismos pueden ser apreciados en formas más similares a las vivas. Además, la tintura negativa con nigrosina puede revelar algunos microorganismos que no pueden ser teñidos por métodos regulares. La nigrosina WS se usa en pruebas de viabilidad, ya que las células vivas rechazan la tintura pero esta entra en las células muertas.